# Alaska Air Group
Alaska Air Group ist eine US-amerikanische Holdinggesellschaft mit Sitz in SeaTac im Bundesstaat Washington. Sie besitzt drei zertifizierte Fluggesellschaften, die hauptsächlich in den Vereinigten Staaten operieren: Alaska Airlines, Hawaiian Airlines und Horizon Air. Die Alaska Air Group beaufsichtigt auch das Flugzeugabfertigungsunternehmen McGee Air Services, welches sich zu 100 % im Besitz von Alaska Airlines befindet. 
Mit Alaska Airlines, Hawaiian Airlines und Horizon Air bedient die Alaska Air Group mit ihrem umfangreichen Streckennetz die Passagier- und Frachtmärkte im pazifischen Nordwesten über die internationalen Flughäfen Seattle-Tacoma, Honolulu und Portland sowie den Bundesstaat Alaska über den Ted Stevens Anchorage International Airport. Mit der Übernahme von Virgin America 2016 wurde das Geschäft deutlich erweitert.
Seit 2011 ist das Unternehmen Teil des Dow Jones Transportation Average, nachdem  die AMR Corporation Insolvenz angemeldet hatte.

## Geschichte
Die Holding wurde im Jahr 1985 aus Jet America Airlines und Horizon Air geschaffen. Jet America Airlines fusionierte 1987 mit Alaska Airlines. 
Am 4. April 2016 kündigte die Alaska Air Group Pläne zur Übernahme von Virgin America an, die noch von den US-amerikanischen Aufsichtsbehörden und Virgin America-Aktionären genehmigt wurden, bevor die Übernahme am 14. Dezember 2016 abgeschlossen wurde. Der Gesamtpreis für die Akquisition betrug rund 2,6 Milliarden US-Dollar. Bis 2018 betrieb die Alaska Air Group Alaska Airlines und Virgin America weiterhin als separate Fluggesellschaften.
Am 22. März 2017 gab das Unternehmen bekannt, dass die Alaska Air Group Virgin America und Alaska Airlines zu einer kombinierten Fluggesellschaft unter der Marke Alaska Airlines zusammenführen wird. Die Fusion wurde am 25. April 2018 weitgehend abgeschlossen und die Marke Virgin America hörte zum 2. Juni 2019 auf zu existieren.
Am 18. September 2024 übernahm die Alaska Air Group Hawaiian Airlines.